# Villa Cuno

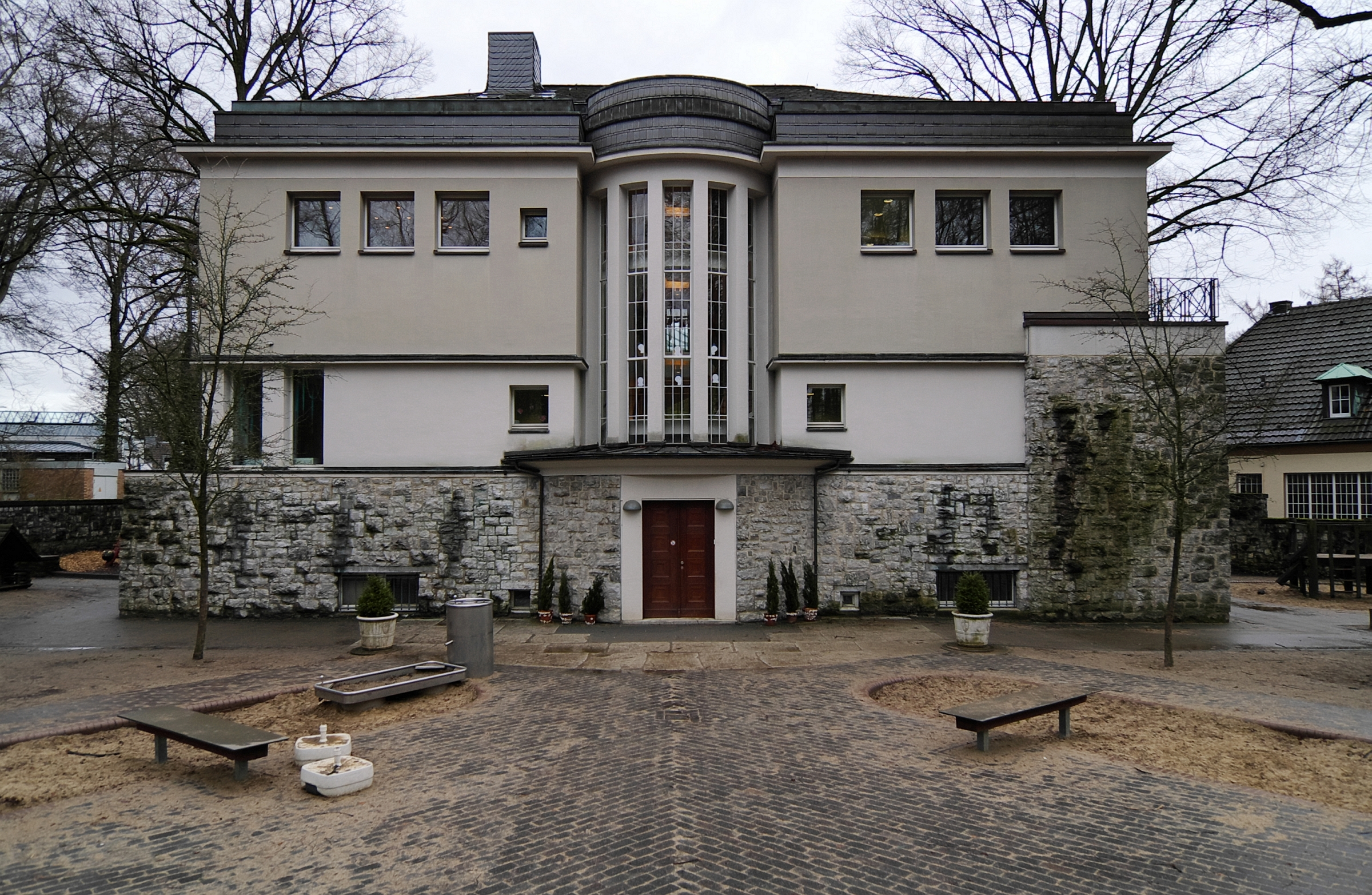
Blick auf die Villa Cuno

Die Villa Cuno ist eine 1909/10 nach Entwurf von Peter Behrens und Bauleitung durch Walter Gropius für den Hagener Bürgermeister Willi Cuno erbaute Villa in Hagen-Eppenhausen, Haßleyer Straße 35. Sie wird seit Mitte der 1990er Jahre von einem Kindergarten genutzt.
Bekannt ist die Villa Cuno für ihre strenge geometrische Fassade.